# Liste von Bauwerken in Frýdlant
Die Liste von Bauwerken in Frýdlant beinhaltet die bedeutendsten Bauten der modernen Architektur aus der Zeit von 1860 bis 2010 in Frýdlant. Die aufgeführten Gebäude geben einen Überblick über die Architekturgeschichte der letzten 150 Jahre und ihre Architekten, sie führen den Betrachter durch die Architekturstile dieser Periode.
Die bekanntesten Bauwerke sind auf den Architektur-Webseiten der Stadt Liberec zu finden.
Nur wenige dieser Bauten stehen unter Denkmalschutz.
Das Zentrum der Stadt ist 1992 zu einer städtischen Denkmalzone erklärt worden. Dort befinden sich die historischen Bauwerke, die unter Denkmalschutz stehen, siehe Liste der denkmalgeschützten Objekte in Frýdlant.

## Liste von Bauwerken in Frýdlant-Friedland
Die bedeutendsten moderneren Bauwerke sind in dieser Liste zusammengestellt. Gebäude, die unter Denkmalschutz stehen, sind mit der ÚSKP-Nr. der Zentralen Liste der Kulturdenkmale der Tschechischen Republik (Ústřední seznam kulturních památek České republiky) gekennzeichnet.
| Lage                               | Objekt                                          | Architekt                                                             | Baujahr   | Beschreibung                                                                                           | ÚSKP-Nr.                  | Bild                                            |
| ---------------------------------- | ----------------------------------------------- | --------------------------------------------------------------------- | --------- | --- | ------------------------- | ----------------------------------------------- |
| nám. T. G. Masaryka 37 (Standort)  | Neues Rathaus                                   | Franz von Neumann (1844–1905)                                         | 1896      | Neorenaissance mit Elementen der norddeutschen Renaissance, Ersatz für das alte Rathaus von 1532       | 43962/5-5246 Info Katalog | weitere Bilder                                  |
| nám. T. G. Masaryka (Standort)     | Marktplatz                                      | Vladimír Balda, Jiří Janďourek                                        | 2010–2011 | Neugestaltung                                                                                          |                           | weitere Bilder                                  |
| Mládeže 907 (Standort)             | Villa Samuel Glück                              | Rudolf Bitzan (1872–1938)                                             | 1910      | [ 4 ] [ 5 ]                                                                                            | 101244 Info Katalog       | weitere Bilder                                  |
| Fügnerova 822 (Standort)           | Villa Adalbert Plumert                          | Baufirma Appelt & Hampel                                              | 1898/99   | | 106303 Info Katalog       | weitere Bilder                                  |
| Mládeže 884 (Standort)             | Bezirksgericht (Okresní soud)                   |                                                                       | 1906      | jetzt Gymnasium                                                                                        |                           | weitere Bilder                                  |
| Husova 344 (Standort)              | Grundschule                                     |                                                                       |           | |                           | weitere Bilder                                  |
| Bělíkova 977 (Standort)            | Grundschule                                     |                                                                       |           | ZŠ T. G. Masaryka                                                                                      |                           | BW                                              |
| V Úvoze 860 (Standort)             | Krankenhaus                                     |                                                                       | 1902      | |                           | weitere Bilder                                  |
| Míru 1407 (Standort)               | Ehem. Baťa-Haus (im Bild rechts)                |                                                                       | um 1930   | |                           | Ehem. Baťa-Haus (im Bild rechts)                |
| nám. T. G. Masaryka 103 (Standort) | Sparkasse                                       | Max Kühn (1877–1944)                                                  | 1928      | Ersatzbau bzw. Umbau                                                                                   |                           | weitere Bilder                                  |
| Tyršova 1077 (Standort)            | Kino mit Turnhalle                              | Richard Brosche (1884–1965), Baufirmen: Anton Lux und Hampel & Kammel | 1931      | Kino Friedland mit Turnhalle „Sokolovna“, Tyršova 681                                                  |                           | weitere Bilder                                  |
| Hejnická 4073 (Standort)           | Schlossbrauerei                                 |                                                                       | 1890      | ehem. Clam-Gallas-Schlossbrauerei                                                                      |                           | weitere Bilder                                  |
| Údolí 1135 (Standort)              | Aussichtsturm auf dem Resselberg                | Rudolf Hampel, Baufirma Appel & Hampel                                | 1907      | Aussichtsturm auf dem Resselberg (399 m) – Frýdlantská výšina, errichtet vom Baumeister Anton Dressler |                           | weitere Bilder                                  |
| Březinova (Standort)               | Wasserreservoir                                 | Rudolf Bitzan                                                         | 1913      | |                           | weitere Bilder                                  |
| Vrchlického 881 (Standort)         | Ehem. evangelische Christus-Erlöser-Kirche      | Julius Rolffs (1868–1946), Bauunternehmen Appelt & Hampel             | 1902/03   | jetzt Hussitenkirche                                                                                   | 100017 Info Katalog       | weitere Bilder                                  |
| Vrchlického 945 (Standort)         | Pfarrhaus                                       | Julius Rolffs                                                         | 1903      | | 100018 Info Katalog       | Pfarrhaus                                       |
| Žitavská 867 (Standort)            | Eisenbahnmuseum                                 |                                                                       |           | Eisenbahnmuseum im ehem. Lokschuppen (Železniční muzeum Frýdlantských okresních drah)                  |                           | weitere Bilder                                  |
| Hejnická 4022 (Standort)           | ehem. Schuhfabrik Josef Hampel                  | E. A. Stroner                                                         | 1916–1918 | Industriebau                                                                                           |                           | weitere Bilder                                  |
| Hejnická 1136 (Standort)           | ehem. Textilfabrik Ignatz Eisenschimmel         |                                                                       |           | Industriebau                                                                                           |                           | weitere Bilder                                  |
| Úzká 814 (Standort)                | Villa Rolffs                                    | Rudolf Hampel                                                         |           | |                           | Villa Rolffs                                    |
| Tovární 669 (Standort)             | Kesselhaus der ehem. Textilfabrik Rolffs & Cie. | Karl Winter (1894–1969)                                               | 1930      | Industriebau, Funktionalismus, jetzt Slezan Frýdek-Místek a.s.                                         |                           | Kesselhaus der ehem. Textilfabrik Rolffs & Cie. |
| Hřbitovní 654 (Standort)           | Friedhof Friedland                              |                                                                       | um 1900   | |                           | weitere Bilder                                  |